# La Race sauvage
Pour plus de détails, voir Fiche technique et Distribution.
La Race sauvage (Razza selvaggia) est un film italien réalisé par Pasquale Squitieri en 1980. Il a été présenté au Festival international du film de Moscou 1981.

## Synopsis
Mario, est un garçon d'origine méridionale qui vit à Turin avec sa sœur Michelina. Il travaille en usine et ses conditions sont modestes. 
Il rencontre un jeune turinois gérant d' un  night-club fréquenté par des personnes peu recommandables qui lui fait quitter son poste au profit de la gestion du local nocturne, endroit louche fréquenté par «  gens du milieu » et où a lieu le trafic de drogue. Les deux jeunes finiront par être broyés par ce milieu sans foi ni loi.

## Fiche technique
- Titre français : La Race sauvage ou Le Destructeur[2]
- Titre original italien : Razza selvaggia
- Réalisateur :	Pasquale Squitieri
- Scénario :	Ennio De Concini, Pasquale Squitieri
- Musique : Tullio De Piscopo
- Producteur :	Luigi Borghese
- Maison de production :	Alex Film
- Distribution (Italie) : Titanus
- Photographie : Giulio Albonico
- Montage : Mario Bonanni
- Pays :  Italie
- Genre : Thriller social[2]
- Durée : 106 minutes
- Date sortie : 
  - Italie : 13 septembre 1980
  - France : 15 mars 1989 (Marseille[2])

## Distribution
- Saverio Marconi  :  Mario Gargiulo
- Stefano Madia : Umberto Saraceni
- Imma Piro : Michelina
- Simona Mariani  : Anna Saraceni
- Enzo Cannavale  : Don Peppino
- Cristina Donadio : Giuliana
- Angelo Infanti : Carlo Esposito